# Маринюк, Виктор Васильевич
Виктор Васильевич Маринюк (род. 10 апреля 1939, Казавчин, Одесская область) — советский и украинский художник. Заслуженный художник Украины (2008), одна из центральных фигур одесского неофициального искусства.

## Биография
Виктор Маринюк родился 10 апреля 1939 года в селе Казавчин, Гайворонский район.
В 1959 году окончил Одесский автомобильно-дорожный техникум.
В 1960-е годы в Одессе молодые художники А. Ануфриев, В. Стрельников, В. Басанец, Л. Ястреб, В. Маринюк, впервые в Украине начинают «нонконформистские», неприемлемые для господствующих тогда эстетических вкусов и взглядов, традиции изобразительного искусства.
В 1967 году окончил Одесское художественное училище имени М. Б. Грекова. Его преподавателем была Любовь Токарева-Александрович.
В 1987 году стал членом Союза художников СССР, впоследствии Национального союза художников Украины. С 1991 года — почётный член Киево-Могилянской академии.
В 1992 году выступал одним из основателей творческого объединения «Човен», а в 1998 — творческого объединения «Мамай».
В 2008 году получил звание «Заслуженный художник Украины».
Живёт и работает в Одессе.

## Творчество
Неотъемлемая составляющая образной системы Виктора Маринюка — опыт работы в монументальном искусстве. Отсюда — декоративизм, обобщённость форм и линий. Отсюда же — глубинный интерес к украинской традиции монументального искусства (школа Бойчука), сочетающийся с опытом как украинского фольклора, так и с современными европейскими тенденциями.
Виктор Маринюк принимал участие в неофициальных «квартирных» выставках 1970-х годов; в неофициальной выставке «Современное искусство из Украины. Мюнхен-Лондон-Нью-Йорк-Париж» (1979). С конца 1980-х годов принимал участие в художественных выставках в Украине и за её пределами.
Работы художника хранятся в разных коллекциях музеев:
- Художественный музей Зиммерли в Университете Ратгерса[2] (Нью-Джерси, США)
- Национальный художественный музей Украины (Киев, Украина)
- Музей современного изобразительного искусства Украины (Киев, Украина)
- Одесский художественный музей (Одесса, Украина)
- Одесский литературный музей (Одесса, Украина)
- Музей современного искусства Одессы[3] (Одесса, Украина)